# Edmund Kirby Smith
Edmund Kirby Smith (16 mei 1824 – 28 maart 183) was een Amerikaanse beroepsmilitair. Hij werd verschillende keren onderscheiden voor zijn rol in de Mexicaans-Amerikaanse Oorlog. Tijdens de Amerikaanse Burgeroorlog was hij generaal in het Confederate States Army.
Smith raakte gewond tijdens de Eerste Slag bij Bull Run en speelde een belangrijke rol in de Kentuckyveldtocht in 1862. Hij werd in januari 1863 benoemd tot bevelhebber van het Trans-Mississippi Department die Arkansas, Missouri, Texas, westelijke Louisiana, het Arizonaterritorium en het Indianenterritorium omvatte. Hij stuurde een ontzettingsmacht om Vicksburg te helpen, maar dit mislukte. Toen de Noordelijken begin juli 1863 Vicksburg veroverden, werd het Trans-Mississippi Departement afgesneden van de rest van de Zuidelijke Staten waardoor het een vrijwel onafhankelijke staat werd die de bijnaam "Kirby Smithdom" kreeg. 
Tijdens de Red Riverveldtocht, in de lente van 1864, stuurde hij generaal-majoor Richard Taylor erop uit om een Noordelijke strijdmacht onder leiding van generaal-majoor Nathaniel P. Banks te verslaan. Op 2 juni 1865 gaven Smith en zijn leger zich over bij Galveston.
Er werd een arrestatiebevel uitgevaardigd tegen hem wegens verraad. Hij vluchtte naar Mexico en Cuba om aan een arrestatie te ontsnappen. Toen de Amerikaanse regering een algemene amnestie afkondigde na het afleggen van een eed van trouw, kon zijn echtgenote zijn terugkeer bewerkstelligen. Na zijn terugkeer werkte hij bij een telegrafiemaatschappij. Hij werkte ook als wiskundeprofessor aan de University of the South. In zijn vrije tijd was hij botanicus. Zijn plantencollectie schonk hij na zijn dood aan de Universiteit van Florida.

## Vroege jaren

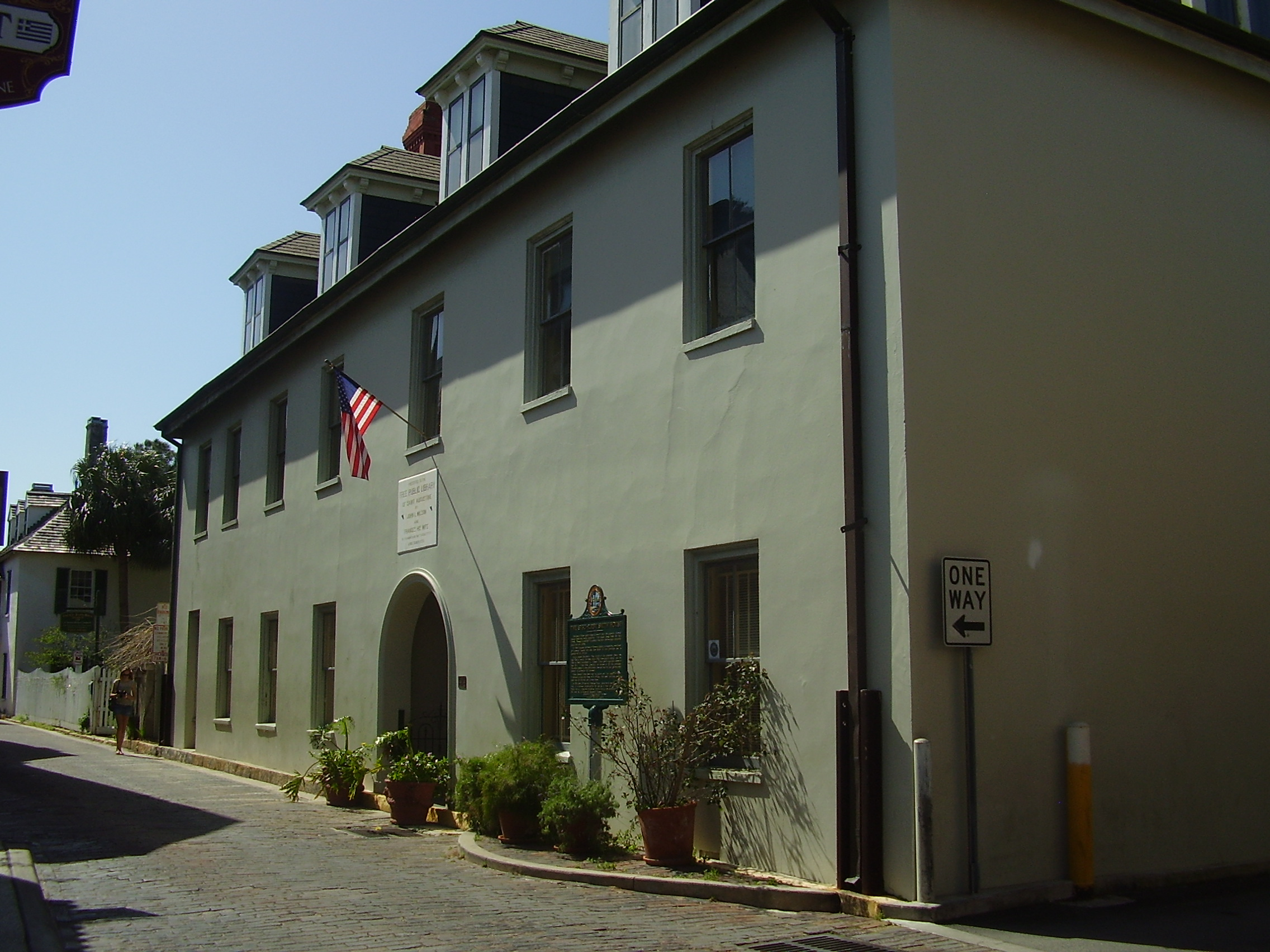
Huis waar Edmund Kirby Smith zijn jeugd doorbracht in St. Augustine, Florida

Edmund Kirby Smith werd geboren op 16 mei 1824 in St. Augustine, Florida. Hij was het jongste kind van Joseph Lee Smith, een advocaat, en Frances Kirby. Zijn ouders waren geboren en getogen in Litchfield, Connecticut, waar ook hun oudste kinderen werden geboren; Ephraim in 1807, Frances in 1809 en Josephine. In 1821 verhuisde het gezin naar het Floridaterritorium. Joseph Lee Smith werd benoemd tot rechter in het pas verworven gebiedsdeel. De Verenigde Staten hadden Florida gekregen na het Adams-Onísverdrag. Edmund Kirby Smith was geïnteresseerd in plantkunde en de natuur. Maar in 1836 stuurden zijn ouders hem naar een militaire kostschool in Virginia.
Op 1 juli 1841 werd Smith toegelaten tot de United States Military Academy in West Point. Daar kreeg hij de bijnaam "Seminole", naar de Seminole uit zijn thuisstaat Florida. Hij studeerde af in 1845 als 25ste in een klas van 41 kadetten. Hij werd op 1 juli 1845 benoemd tot gebrevetteerd tweede luitenant bij de 5th U.S. Infantry. Hij werd op 22 augustus 1846 bevorderd tot tweede luitenant en ingedeeld bij de  7th U.S. Infantry.

## Loopbaan in het United States Army

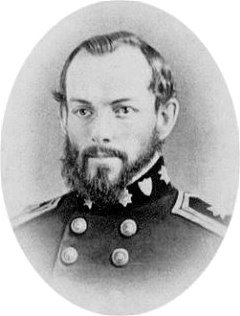
Smith in het U.S. Army

Tijdens de Mexicaans-Amerikaanse Oorlog diende Smith onder generaal Zachary Taylor en nam deel aan de slagen bij Palo Alto en Resaca de la Palma. Daarna diende hij onder generaal Winfield Scott en werd bevorderd tot gebrevetteerd eerste luitenant na de Slag bij Cerro Gordo en tot kapitein na de slagen bij Contreras en Churubusco. Zijn broer, Ephraim Kirby Smith, die kapitein was in het 5th U.S. Infantry sneuvelde in 1847 tijdens de Slag bij Molino del Rey.
Na de oorlog diende Smith als kapitein bij het 2nd Cavalry in Texas. Tussen 1849 en 1852 keerde hij terug naar West Point om les te geven als wiskundeprofessor. In zijn vrije tijd wijdde hij zich aan verzamelen en bestuderen van planten. Een deel van zijn collectie doneerde hij aan het Smithsonian Institution. Hij beschreef en catalogeerde veschillende soorten uit Tennessee en Florida.
Smith wou opnieuw in actieve dienst en keerde in 1852 terug naar zijn oude eenheid. Op 13 mei 1859 raakte hij gewond terwijl zijn eenheid tegen de Comanche vocht in de Nescutungavallei in Kansas. Op 31 januari 1861 werd Smith bevorderd tot majoor. Hij was bevelhebber van Camp Colorado in wat nu Coleman in Texas is. De volgende dag, op 1 februari 1861, vertrok Texas uit de Unie. Zuidelijke eenheden onder leiding van kolonel Benjamin McCulloch eisten de overgave van het fort, maar Smith weigerde. Op 6 april nam hij alsnog ontslag uit het United States Army en sloot zich aan bij de Geconfedereerde Staten van Amerika.

## Amerikaanse Burgeroorlog
Op 16 maart werd hij benoemd tot majoor van de artillerie. Diezelfde dag nog werd hij overgeplaatst naar de cavalerie en kreeg hij de rang van luitenant-kolonel. Hij diende kort als assistent adjudant generaal bij brigadegeneraal Joseph E. Johnston in de Shenandoahvallei. Op 17 juni 1861 werd hij bevorderd tot brigadegeneraal en kreeg de leiding over brigade in de Army of the Shenandoah; die hij aanvoerde tijdens de Eerste Slag bij Bull Run. Smith raakte tijdens de slag gewond aan zijn nek en schouder. Hij herstelde van zijn verwondingen terwijl hij bevelhebber was van het Departement of Middle and East Florida. In augustus 1861 ontmoette Smith Cassie Selden (1836-1905). Ze was de dochter van Samuel S. Selden uit Lynchburg. Ze huwden op 24 september 1861. Hij keerde terug naar het front op 11 oktober en werd bevorderd tot generaal-majoor. Hij kreeg het bevel over een divisie in het Army of Northern Virginia.

### Army of Tennessee
In februari 1862 werd Smith overgeplaatst naar het westelijke front. Hij kreeg het bevel over een divisie in het Army of Tennessee. Hij werkte nauw samen met generaal Braxton Bragg tijdens de invasie van Kentucky. Smith behaalde op 30 augustus 1862 een overwinning nabij Richmond op de Noordelijke generaal-majoor William "Bull" Nelson. Het was echter pas na de Slag bij Perryville dat hij aansluiting vond bij het leger van Bragg. Op 9 oktober werd hij bevorderd tot luitenant-generaal en kreeg hij het commando over het 3rd Corps in het Army of Tennessee.

### Trans-Mississippi Department

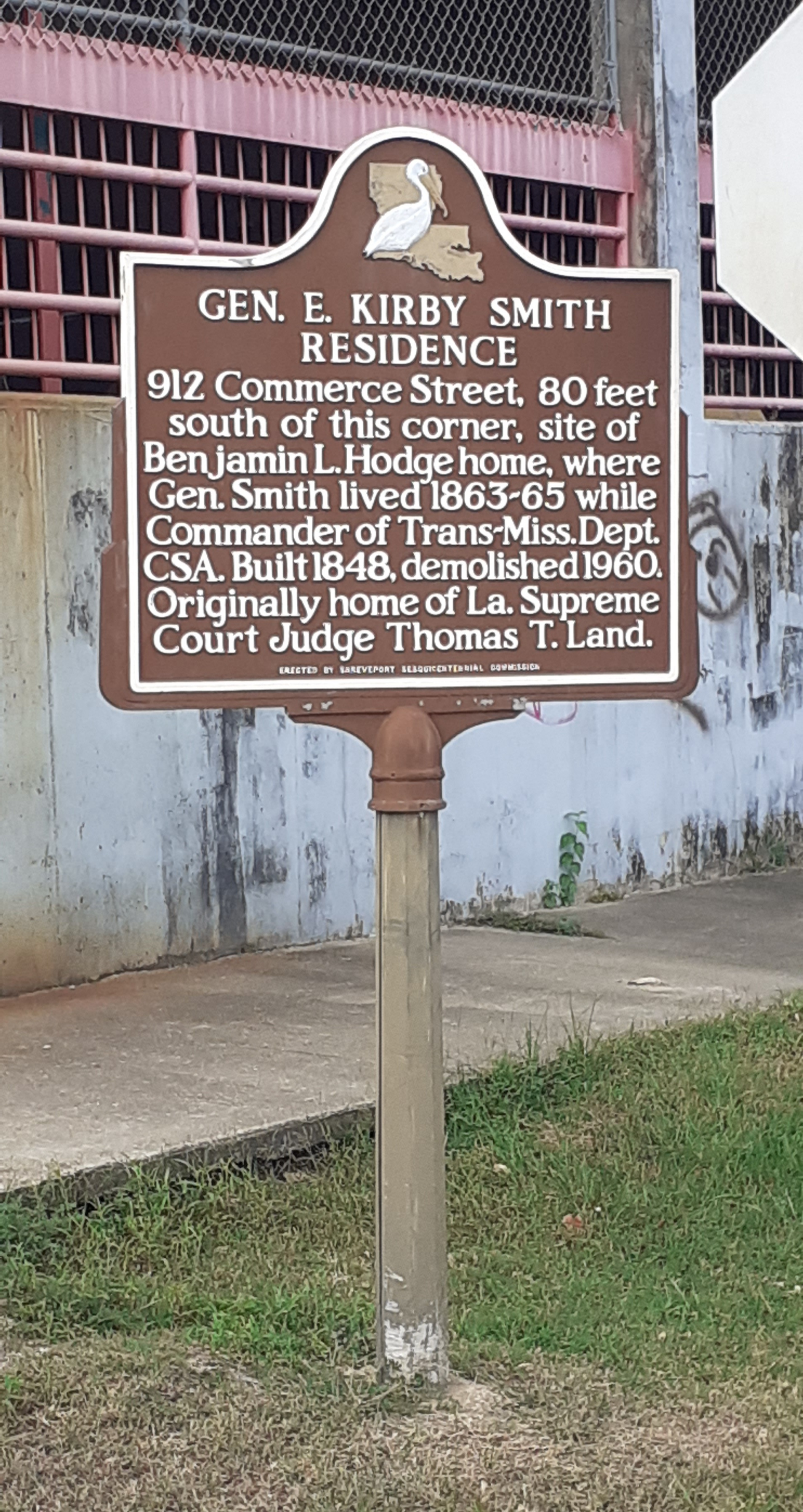
Een herdenkingsplaat bij zijn voormalig residentie in A plaque marking Smith's former residence at Shreveport, Louisiana

Kirby Smith werd op 14 januari 1863 benoemd tot bevelhebber van het Trans-Mississippi Department die Arkansas, Missouri, Texas, westelijk Louisiana, het Arizonaterritorium en het Indianenterritorium omvatte. Hij voerde een reorganisatie van de algemene indeling door en benoemde zijn eigen bevelhebbers. Smith verbeterde de logistieke en financiële toestand in zijn departement en rekruteerde nieuwe soldaten. Hij richtte zijn hoofdkwartier in Shreveport, Louisiana in. Het jaar voordien was zijn eerste kind en oudste dochter Caroline geboren. In februari 1863 kwam zijn vrouw Cassie samen met hun dochtertje op bezoek bij Smith in Shreveport. In de lente van 1864 verhuisden zijn vrouw en kind naar Hempstead in Texas waar ze tot het einde van de oorlog zouden verblijven.
Naast de strijd aan het oostelijke front tussen het Army of Northern Virginia en het Army of the Potomac probeerden de Noordelijken aan het oostelijke front de Mississippi volledig in handen te krijgen. New Orleans, aan de monding van de Mississippi, was reeds in april 1861 in Noordelijke handen gevallen en nu probeerden Noordelijke eenheden onder leiding van generaal-majoor Ulysses S. Grant Vicksburg en Port Hudson in te nemen om de rivier volledig in handen te krijgen. Smith probeerde Vicksburg te helpen, maar zijn 30.000 soldaten waren wijd en zijd verspreid doorheen zijn departement en hij kon zijn troepen niet voldoende concentreren om het Grant lastig te maken.
Toen op 4 juli Vicksburg in Noordelijke handen viel  en kort daarop ook Port Hudson verloren ging, was Smiths departement afgesneden van de rest van de Zuidelijke Staten. Hij kon geen hulp meer krijgen vanuit Richmond en diende alle problemen zelf op te lossen. Hij bestuurde of regeerde zijn Departement als een onafhankelijke natie waardoor het als snel "Kirby Smithdom" werd genoemd.
Op 8 april 1864 stuurde Smith een strijdmacht onder leiding van generaal-majoor Richard Taylor erop uit om een aanval van de Noordelijke generaal-majoor Nathaniel P. Banks af te slaan. Taylor versloeg Banks bij Mansfield. Na de Slag bij Pleasant Hill op 9 april, sloot Smith zich aan bij het leger van Taylor en stuurde de helft van zijn leger naar het noorden om een Noordelijke aanval op Arkansas onder leiding van generaal-majoor Frederick Steele af te slaan. Taylor kon zich niet vinden in deze beslissing en dit zou nog veel animositeit veroorzaken tussen beide generaals.
Nadat Banks en Steele waren verdreven, probeerde Smith troepen te sturen naar de andere oever van de Mississippi om het isolement te doorbreken. Door de sterke aanwezigheid van de Noordelijke riviervloot mislukten deze pogingen. Na de mislukte raid van Price in Missouri beperkte Smith zich tot Guerrilla-aanvallen.
Kirby Smith werd op 19 februari 1864 bevorderd tot generaal als een van de zeven Zuidelijken die deze rang kregen. Terwijl het Army of Northern Virginia begin april de strijd had gestaakt, zou het nog duren tot 26 mei 1865 voor Kirby Smith capituleerde. Hij tekende de officiële documenten op 2 juni 1865 in Galveston, Texas. Hij ontvluchtte het land naar Mexico en Cuba om te ontsnappen aan een arrestatiebevel wegens verraad.
Zijn echtgenote zorgde ervoor dat Smith amnestie kreeg nadat hij een eed van trouw had gezworen aan de Verenigde Staten. Hij keerde terug op 4 november 1865.

## Latere jaren
Tussen 1866 en 1868 was Smith directeur van de Atlantic and Pacific Telegraph Company. Als snel maakte hij definitief de keuze om een academische loopbaan uit te bouwen. Hij richtte een preparatory school op in New Castle, Kentucky waar hij tot in 1870 directeur was. In 1870 werd hij verkozen tot rector van de University of Nashville. Hij bekleedde deze functie tot in 1875. Smith was ook voorzitter van de pas opgerichte Montgomery Bell Academy waar de voormalige Zuidelijke generaal Bushrod Johnson directeur van werd.
In 1875 werd Smith benoemd tot professor aan de University of the South in Sewanee, Tennessee  Hij gaf colleges in wiskunde en botanische wetenschappen. Een deel van zijn collecties schonk hij aan de universiteiten van North Carolina, Harvard en de Smithsonian Institution. Smith onderhield een uitgebreide correspondentie met andere botanisten. Op persoonlijk vlak zouden Smith en zijn echtgenote een uitgebreid gezin stichten. Ze hadden samen vijf zonen en zes dochters: Caroline (1862–1941), Frances (1864–1930), Edmund (1866–1938), Lydia (1868–1962), Nina (1870–1965), Elizabeth (1872–1937), Reynold (1874–1962), William (1876–1967), Josephine (1878–1961), Joseph Lee (1882–1939), and Ephraim (1884–1938).
Edmund Kirby Smith overleed in 1893 aan de gevolgen van een longontsteking. Hij werd begraven op de University Cemetery, Sewanee, Tennessee.